# Danh sách đĩa nhạc của RM
Nam rapper Hàn Quốc RM (trước đây là Rap Monster) đã phát hành 1 album phòng thu, 2 mixtape và 17 đĩa đơn (trong đó có 10 đĩa đơn hợp tác). Anh hợp tác với nhiều nghệ sĩ xuyên suốt sự nghiệp của mình, bao gồm Warren G, MFBTY, Primary, Wale, Fall Out Boy, Tiger JK, Honne, Lil Nas X, Younha, Erykah Badu và Anderson .Paak.
Sự nghiệp của RM bắt đầu vào năm 2010 khi anh ký hợp đồng với Big Hit Entertainment. Anh dành 3 năm làm thực tập sinh tại công ty, trau dồi kỹ năng của mình với tư cách là một rapper, nhạc sĩ và sáng tác—anh đồng sáng tác một số bài hát của 2AM và Glam trong khoảng thời gian đó—thường xuyên chia sẻ các bài hát do chính anh sáng tác hoặc cover trên SoundCloud thông qua trang blog chính thức của nhóm. Anh ra mắt với tư cách là thành viên của BTS với nghệ danh Rap Monster vào tháng 6 năm 2013. Sản phẩm solo đầu tiên của anh với tư cách là thành viên của nhóm là đoạn rap giới thiệu từ mini album đầu tay O!RUL8,2? (2013), được phát hành dưới dạng video giới thiệu trên YouTube vào tháng 8 cùng năm. Kể từ đó, anh tham gia sáng tác và thể hiện thêm 3 bài hát solo trong các sản phẩm âm nhạc của nhóm: "Reflection" từ Wings (2016), "Trivia: Love" từ Love Yourself: Answer (2019) và "Persona" từ Map of the Soul: Persona (2019).
Ngoài hoạt động cùng BTS, anh phát hành mixtape đầu tay RM vào năm 2015 với nghệ danh Rap Monster. Trong đó có 3 video âm nhạc được sản xuất lần lượt cho các bài hát "Awakening", "Do You" và "Joke". Sản phẩm này vốn không được phát hành trên thị trường thương mại hoặc cung cấp trên các nền tảng phát trực tuyến. Mixtape thứ hai Mono (2018) của anh là sản phẩm đầu tiên được phát hành với nghệ danh RM mà anh chính thức thay đổi vào năm trước. Mono ra mắt ở vị trí số 26 trên Billboard 200 và đưa anh trở thành nghệ sĩ solo Hàn Quốc sở hữu vị trí cao nhất trong lịch sử bảng xếp hạng vào thời điểm đó, nắm giữ kỷ lục này cho đến năm 2020 khi mixtape thứ hai D-2 của Suga ra mắt ở vị trí số 11. Khoảng 4 năm sau, anh phát hành album solo đầu tay Indigo vào ngày 2 tháng 12. Sản phẩm có sự hợp tác của Erykah Badu, Anderson .Paak, Tablo của Epik High và Youjeen của Cherry Filter, người góp giọng trong bài hát chủ đề "Wild Flower" cùng các nghệ sĩ khác.

## Album
| Tên    | Chi tiết album                                          | Vị trí cao nhất | Vị trí cao nhất | Vị trí cao nhất | Vị trí cao nhất | Vị trí cao nhất | Vị trí cao nhất | Vị trí cao nhất | Vị trí cao nhất | Vị trí cao nhất | Vị trí cao nhất | Doanh số                                            |
| Tên    | Chi tiết album                                          | KOR             | AUS             | CAN             | JPN Hot         | NLD             | NZ              | SWE             | UK              | US              | US World        | Doanh số                                            |
| ------ | ------------------------------------------------------- | --------------- | --------------- | --------------- | --------------- | --------------- | --------------- | --------------- | --------------- | --------------- | --------------- | --------------------------------------------------- |
| Indigo | - Phát hành: 2 tháng 12, 2022 - Hãng đĩa: Big Hit Music | 2               | 26              | 19              | 4               | 67              | 12              | 55              | 45              | 15              | 1               | - JPN: 29,274 - KOR: 664,456 - US: 10,500 (nhạc số) |

## Mixtape
| Tên                                                                                                | Chi tiết album                                                                                            | Vị trí cao nhất | Vị trí cao nhất | Vị trí cao nhất | Vị trí cao nhất | Vị trí cao nhất | Vị trí cao nhất | Vị trí cao nhất | Vị trí cao nhất | Vị trí cao nhất | Vị trí cao nhất | Doanh số                            |
| Tên                                                                                                | Chi tiết album                                                                                            | AUS             | CAN             | IRE             | JPN Hot         | NLD             | NOR             | SWE             | UK Down.        | US              | US World        | Doanh số                            |
| -------------------------------------------------------------------------------------------------- | --- | --------------- | --------------- | --------------- | --------------- | --------------- | --------------- | --------------- | --------------- | --------------- | --------------- | ----------------------------------- |
| RM                                                                                                 | - Phát hành: 20 tháng 3, 2015 - Hãng đĩa: Big Hit Entertainment - Định dạng: Tải nhạc số, phát trực tuyến | —               | —               | —               | —               | —               | —               | —               | —               | —               | 12              | —                                   |
| Mono                                                                                               | - Phát hành: 23 tháng 10, 2018 - Hãng đĩa: Big Hit - Định dạng: Tải nhạc số, phát trực tuyến              | 36              | 22              | 37              | 10              | 29              | 17              | 28              | 2               | 26              | 2               | - JPN: 2,310 (nhạc số) - US: 16,000 |
| "—" biểu thị bản phát hành không ra mắt trên bảng xếp hạng hoặc không được phát hành ở khu vực đó. | |                 |                 |                 |                 |                 |                 |                 |                 |                 |                 |                                     |

## Đĩa đơn

### Như nghệ sĩ chính
| Tên                                                                                                | Năm  | Vị trí cao nhất | Vị trí cao nhất | Vị trí cao nhất | Vị trí cao nhất | Vị trí cao nhất | Vị trí cao nhất | Vị trí cao nhất | Doanh số      | Album                         |
| Tên                                                                                                | Năm  | KOR             | CAN             | HUN             | NZ Hot          | US              | US World        | WW              | Doanh số      | Album                         |
| -------------------------------------------------------------------------------------------------- | ---- | --------------- | --------------- | --------------- | --------------- | --------------- | --------------- | --------------- | ------------- | ----------------------------- |
| "Perfect Christmas" (với Jo Kwon, Lim Jeong-hee, Joohee và Jungkook)                               | 2013 | 45              | —               | —               | —               | —               | —               | —               | - KOR: 64,789 | Đĩa đơn không nằm trong album |
| "P.D.D" (với Warren G)                                                                             | 2015 | 74              | —               | —               | —               | —               | 9               | —               | - KOR: 16,675 | Đĩa đơn không nằm trong album |
| "Fantastic" (hợp tác với Mandy Ventrice)                                                           | 2015 | —               | —               | —               | —               | —               | —               | —               | - KOR: 17,345 | Đĩa đơn không nằm trong album |
| "Change" (với Wale)                                                                                | 2017 | —               | —               | —               | —               | —               | —               | —               |               | Đĩa đơn không nằm trong album |
| "Forever Rain"                                                                                     | 2018 | —               | —               | —               | —               | —               | 6               | —               |               | Mono                          |
| "Bicycle"                                                                                          | 2021 | —               | —               | 36              | —               | —               | 3               | —               |               | Đĩa đơn không nằm trong album |
| "Wild Flower" (với Youjeen)                                                                        | 2022 | 75              | 93              | —               | 9               | 83              | 1               | 35              |               | Indigo                        |
| "—" biểu thị bản phát hành không ra mắt trên bảng xếp hạng hoặc không được phát hành ở khu vực đó. |      |                 |                 |                 |                 |                 |                 |                 |               |                               |

### Như nghệ sĩ hợp tác
| Tên                                                                                                | Năm  | Vị trí cao nhất | Vị trí cao nhất | Vị trí cao nhất | Vị trí cao nhất | Vị trí cao nhất | Vị trí cao nhất | Vị trí cao nhất | Doanh số                  | Album                                |
| Tên                                                                                                | Năm  | KOR Gaon        | KOR Billb.      | HUN             | NZ Hot          | UK Down.        | US Bub.         | US World        | Doanh số                  | Album                                |
| -------------------------------------------------------------------------------------------------- | ---- | --------------- | --------------- | --------------- | --------------- | --------------- | --------------- | --------------- | ------------------------- | ------------------------------------ |
| "BuckuBucku" (부끄부끄) (MFBTY hợp tác với EE, Rap Monster và Dino-J)                              | 2015 | —               | —               | —               | —               | —               | —               | —               | - KOR: 14,686             | WondaLand                            |
| "U" (Primary hợp tác với Kwon Jin-ah và Rap Monster)                                               | 2015 | 22              | —               | —               | —               | —               | —               | —               | - KOR: 158,700            | 2                                    |
| "Gajah" (코끼리) (Gaeko hợp tác với Rap Monster)                                                   | 2017 | 17              | —               | —               | —               | —               | —               | —               | - KOR: 120,282            | Đĩa đơn không nằm trong album        |
| "Champion (Remix)" (Fall Out Boy hợp tác với RM)                                                   | 2017 | —               | —               | —               | —               | —               | 18              | —               | - US: 18,000 - KOR: 5,903 | Mania                                |
| "Timeless" (Tiger JK hợp tác với RM)                                                               | 2018 | —               | —               | —               | —               | —               | —               | 4               |                           | Drunken Tiger X: Rebirth of Tiger JK |
| "Crying Over You" (Honne hợp tác với RM và BEKA)                                                   | 2019 | —               | —               | —               | —               | —               | —               | —               |                           | Đĩa đơn không nằm trong album        |
| "Seoul Town Road" (Old Town Road Remix) (Lil Nas X hợp tác với RM)                                 | 2019 | —               | —               | —               | —               | —               | —               | —               | - BRA: 40,000             | Đĩa đơn không nằm trong album        |
| "Winter Flower" (Younha hợp tác với RM)                                                            | 2020 | 48              | 33              | 31              | —               | —               | —               | 1               | - US: 5,000               | Unstable Mindset                     |
| "Don't" (eAeon hợp tác với RM)                                                                     | 2021 | —               | —               | 5               | —               | —               | —               | 1               | - US: 2,900               | Fragile                              |
| "Sexy Nukim" (Balming Tiger hợp tác với RM)                                                        | 2022 | —               | —               | —               | 33              | 60              | —               | 1               |                           | Đĩa đơn không nằm trong album        |
| "—" biểu thị bản phát hành không ra mắt trên bảng xếp hạng hoặc không được phát hành ở khu vực đó. |      |                 |                 |                 |                 |                 |                 |                 |                           |                                      |

## Bài hát được xếp hạng khác
| Tên                                                                                                | Năm  | Vị trí cao nhất | Vị trí cao nhất | Vị trí cao nhất | Vị trí cao nhất | Vị trí cao nhất | Vị trí cao nhất | Vị trí cao nhất | Doanh số      | Album                    |
| Tên                                                                                                | Năm  | KOR Circle      | KOR Billb.      | HUN             | NZ Hot          | UK Down.        | US World        | WW              | Doanh số      | Album                    |
| -------------------------------------------------------------------------------------------------- | ---- | --------------- | --------------- | --------------- | --------------- | --------------- | --------------- | --------------- | ------------- | ------------------------ |
| "Reflection"                                                                                       | 2016 | 38              | —               | —               | —               | —               | —               | —               | - KOR: 82,068 | Wings                    |
| "Trivia 承: Love"                                                                                  | 2018 | 56              | 8               | 20              | —               | 66              | 9               | —               | - US: 10,000  | Love Yourself: Answer    |
| "Seoul"                                                                                            | 2018 | —               | —               | —               | —               | —               | 5               | —               |               | Mono                     |
| "Moonchild"                                                                                        | 2018 | —               | —               | —               | —               | —               | 8               | —               |               | Mono                     |
| "Badbye" (hợp tác với eAeon)                                                                       | 2018 | —               | —               | —               | —               | —               | 14              | —               |               | Mono                     |
| "Uhgood"                                                                                           | 2018 | —               | —               | —               | —               | —               | 13              | —               |               | Mono                     |
| "Everythingoes" (hợp tác với Nell)                                                                 | 2018 | —               | —               | —               | —               | —               | 12              | —               |               | Mono                     |
| "Persona"                                                                                          | 2019 | 34              | 7               | 22              | —               | —               | 7               | —               | - US: 6,800   | Map of the Soul: Persona |
| "Strange" (Agust D hợp tác với RM)                                                                 | 2020 | —               | —               | 26              | —               | —               | 2               | —               |               | D-2                      |
| "Yun" (với Erykah Badu)                                                                            | 2022 | 173             | —               | —               | 33              | —               | 3               | —               |               | Indigo                   |
| "Still Life" (với Anderson .Paak)                                                                  | 2022 | 185             | —               | —               | 29              | —               | 2               | 187             |               | Indigo                   |
| "All Day" (với Tablo)                                                                              | 2022 | 177             | —               | —               | —               | —               | 5               | —               |               | Indigo                   |
| "Forg_tful" (với Kim Sa-wol)                                                                       | 2022 | 191             | —               | —               | —               | —               | 8               | —               |               | Indigo                   |
| "Closer" (với Paul Blanco và Mahalia)                                                              | 2022 | 195             | —               | —               | 34              | —               | —               | —               |               | Indigo                   |
| "Lonely"                                                                                           | 2022 | —               | —               | —               | —               | —               | 4               | —               |               | Indigo                   |
| "Hectic" (với Colde)                                                                               | 2022 | —               | —               | —               | —               | —               | 6               | —               |               | Indigo                   |
| "No.2" (với Paul Blanco và Park Ji-yoon)                                                           | 2022 | —               | —               | —               | —               | —               | 7               | —               |               | Indigo                   |
| "—" biểu thị bản phát hành không ra mắt trên bảng xếp hạng hoặc không được phát hành ở khu vực đó. |      |                 |                 |                 |                 |                 |                 |                 |               |                          |

## Bài hát khác
| Tên                | Năm  | Định dạng                    | Ghi chú            | Nguồn  |
| ------------------ | ---- | ---------------------------- | ------------------ | ------ |
| "Rap Monster"      | 2012 | Tải nhạc số, phát trực tuyến | —                  | [ 67 ] |
| "Where U At"       | 2013 | Tải nhạc số, phát trực tuyến | —                  | [ 68 ] |
| "Favorite Girl"    | 2013 | Tải nhạc số, phát trực tuyến | —                  | [ 69 ] |
| "Like a Star"      | 2013 | Tải nhạc số, phát trực tuyến | với Jungkook       | [ 70 ] |
| "Adult Child"      | 2013 | Tải nhạc số, phát trực tuyến | với Suga và Jin    | [ 71 ] |
| "Something"        | 2013 | Tải nhạc số, phát trực tuyến | —                  | [ 72 ] |
| "Too Much"         | 2014 | Tải nhạc số, phát trực tuyến | —                  | [ 73 ] |
| "Monterlude"       | 2014 | Tải nhạc số, phát trực tuyến | —                  | [ 74 ] |
| "RM Cyper Ruff"    | 2014 | Tải nhạc số, phát trực tuyến | —                  | [ 75 ] |
| "Unpack Your Bags" | 2015 | Tải nhạc số, phát trực tuyến | với DJ Soulscape   | [ 76 ] |
| "I Know"           | 2016 | Tải nhạc số, phát trực tuyến | với Jungkook       | [ 77 ] |
| "Always"           | 2017 | Tải nhạc số, phát trực tuyến | —                  | [ 78 ] |
| "4 O'clock"        | 2017 | Tải nhạc số, phát trực tuyến | với V              | [ 79 ] |
| "땡 (Ddaeng)"      | 2018 | Tải nhạc số, phát trực tuyến | với Suga và J-Hope | [ 80 ] |

## Xuất hiện khác
| Tên                 | Năm  | Nghệ sĩ khác                                                        | Album                         | Nguồn  |
| ------------------- | ---- | ------------------------------------------------------------------- | ----------------------------- | ------ |
| "ProMeTheUs" (튀겨) | 2015 | Yankie (hợp tác với Dok2, Juvie Train, Double K, Topbob, Don Mills) | Andre                         | [ 81 ] |
| "Crying Over You"   | 2019 | Honne (hợp tác với Bibi Zhou)                                       | Đĩa đơn không nằm trong album | [ 82 ] |

## Video âm nhạc
| Tên                        | Năm               | Nghệ sĩ khác                                              | Đạo diễn                          | Mô tả                     | Nguồn             |
| Như nghệ sĩ chính          | Như nghệ sĩ chính | Như nghệ sĩ chính                                         | Như nghệ sĩ chính                 | Như nghệ sĩ chính         | Như nghệ sĩ chính |
| -------------------------- | ----------------- | --------------------------------------------------------- | --------------------------------- | ------------------------- | ----------------- |
| "Intro: O!RUL8,2?"         | 2013              | —                                                         |                                   | Video hoạt hình           |                   |
| "Perfect Christmas"        | 2013              | Jungkook, Jo Kwon, Lim Jeong-hee và Jo Hee (8Eight)       |                                   |                           |                   |
| "P.D.D"                    | 2015              | Warren G                                                  |                                   |                           |                   |
| "Awakening"                | 2015              | —                                                         |                                   | [ 83 ]                    |                   |
| "Do You"                   | 2015              | —                                                         | Woogie Kim (GDW)                  | [ 83 ]                    |                   |
| "Joke"                     | 2015              | —                                                         |                                   | [ 83 ]                    |                   |
| "Fantastic"                | 2015              | Mandy Ventrice                                            |                                   |                           |                   |
| "Change"                   | 2017              | Wale                                                      | Beomjin (VM Project Architecture) |                           | [ 35 ]            |
| "Forever Rain"             | 2018              | —                                                         | Choi Jaehoon                      | Video hoạt hình đen trắng | [ 84 ]            |
| "Seoul"                    | 2018              | —                                                         | Yong-seok Choi (Lumpens)          | Video ca từ               | [ 85 ]            |
| "Moonchild"                | 2018              | —                                                         | Yong-seok Choi (Lumpens)          | Video ca từ               | [ 86 ]            |
| "Persona Comeback Trailer" | 2019              | —                                                         | Yong-seok Choi (Lumpens)          |                           | [ 87 ]            |
| "Wild Flower"              | 2022              | Youjeen                                                   | Woogie Kim                        |                           | [ 88 ]            |
| "Still Life"               | 2022              | Anderson .Paak                                            | Jaeyeob Bang (BangJaeyeonFilm)    |                           | [ 89 ]            |
| Như nghệ sĩ hợp tác        |                   |                                                           |                                   |                           |                   |
| "BuckuBucku"               | 2015              | MFBTY, EE, Dino J                                         | Yong-seok Choi (Lumpens)          |                           |                   |
| "ProMeTheUs (튀겨)"        | 2015              | Yankie, Dok2, Juvie Train, Double K, Top Bob và Don Mills |                                   |                           | [ 90 ]            |
| "Gajah (코끼리)"           | 2017              | Gaeko                                                     | Video hoạt hình 3D                | [ 91 ]                    |                   |
| "Timeless"                 | 2018              | Drunken Tiger                                             | Video ca từ                       | [ 51 ]                    |                   |
| "Sexy Nukim"               | 2022              | Balming Tiger                                             | Pennacky                          |                           | [ 92 ]            |